# علی شیخ‌الاسلامی
علی شیخ‌الاسلامی (۱۳۱۵ – ۲۳ اردیبهشت ۱۴۰۰) استاد دانشگاه، پژوهشگر ادبیات و مترجم ایرانی بود. وی در تاریخ ۲۳ اردیبهشت ۱۴۰۰ پس از چندین هفته گذراندن با بیماری، در نهایت درگذشت.

## زندگی‌نامه
علی شیخ‌الاسلامی در سال ۱۳۱۵ در استهبان، استان فارس به دنیا آمد. دوره دبستان و دبیرستان را در مدرسه مغربی طی نمود. همزمان درس‌های حوزوی و طلبگی را تحت نظارت پدرش، آقا میرزا ابوالقاسم، معروف به (علامه) ادامه داد. تحصیلات کلاسیک را نیز به‌صورت داوطلب آزاد در استهبان و شیراز ادامه داد و با رتبه اول، دیپلم ادبی خود را کسب کرد. چهار سال بعد با رتبهٔ اول در رشته کارشناسی زبان و ادبیات فارسی فارغ‌التحصیل شد. وی قبل از شروع دوره دکتری در امتحان دانشسرای تربیت معلم شرکت کرد و با رتبهٔ اول پذیرفته شد و مدتی در شهر فسا به تدریس پرداخت. دکتر شیخ‌الاسلامی در سال ۱۳۴۹ موفق به اخذ درجه دکتری زبان و ادبیات فارسی از دانشگاه تهران شد و از مرداد ۱۳۵۰ در همان دانشگاه به تدریس پرداخت. از سال ۱۳۵۷ تصدی دانشگاه‌های علامه طباطبایی تهران و تربیت معلم تهران یا دانشگاه خوارزمی فعلی را به عهده داشته و سال‌ها به عنوان مدیریت گروه و ریاست دانشکده زبان و ادبیات فارسی دانشگاه تهران مشغول به تدریس و خدمت بوده است. از دکتر شیخ‌الاسلامی علاوه بر مقالات متعدد به زبان فارسی و زبان عربی، کتاب‌هایی در زمینه‌های اعتقادی، عرفان عملی، مسائل کلامی و ادبی ، تألیف یا ترجمه شده و به چاپ رسیده یا آماده نشر می‌باشد. دکتر شیخ‌الاسلامی علاوه بر کار تدریس، در بسیاری از همایش‌های داخل و خارج کشور در زمینهٔ زبان و ادبیات فارسی به ارائه سخنرانی پرداخته و به مناسبت‌های مختلف مذهبی، فرهنگی و ادبی در شبکه‌های مختلف سیمای جمهوری اسلامی ایران برنامه‌هایی داشته است. پدر شیخ‌الاسلامی آقا میرزا ابوالقاسم معروف به علامه استهبانی از شاگردان حاج شیخ جعفر محلاتی بوده است.
شیخ‌الاسلامی ضمن تحصیلات کلاسیک و دروس حوزوی در سن شانزده سالگی به دست دایی خویش، میرزامحمد مؤیدالاسلام به لباس روحانیت دست یافت.
شیخ‌الاسلامی بیشترین تأثیرپذیری را از شخصیّت و اخلاق بهاءالدین محلاتی در شیراز و محمد مؤمن در استهبان داشته است. علی شیخ‌الاسلامی در دوره هشتم (سال ۱۳۸۹) به عنوان یکی از چهره‌های ماندگار ایران، معرفی شد.

## آثار

### کتاب‌ها
- زندگی‌نامه خدیجه کبری و فاطمه زهرا سلام الله علیها، تألیف هاشم الحسنی ترجمه دکتر شیخ الاسلامی، تهران، مؤسسه اهل البیت بنیاد بعثت، ۱۳۶۰.
- جلد چهارم الغدیر[۱۲] تهران، کتابخانه بزرگ اسلامی، ۱۳۶۲.
- برگزیده متون ادب فارسی دانشگاه،[۱۳] مرکز نشر دانشگاهی، ۱۳۶۸.
- «راه و رسم منزلها»،[۱۴] تهران، مرکز نشر فرهنگی آیه، ۱۳۷۹.
- خیال، مثال و جمال در عرفان اسلامی، تهران، انتشارات فرهنگستان هنر، ۱۳۸۳.[۱۵]
- کتاب فلسفه و حکمت، تالیف دکتر علی شیخ الاسلامی، انتشارات فرهنگستان هنر، ۱۳۹۹.

### مقاله‌ها
- انسان کامل در فصوص و مثنوی[۱۶]
- تلقی مولوی از مسائل فلسفی[۱۶]
- ویژگی‌های نظام آموزشی اسلام[۱۷]
- تاریخ در تنزیل[۱۸]
- از جهاد تا شهادت[۱۹]
- شعر و شرع[۲۰]
- مقدمه‌ای بر شرح بوستان سعدی[۲۱]
- ویژگی‌های عرفان امام خمینی (ره[۲۲]
- جهانی سازی[۲۳]
- اهمیت ادبیات و لزوم تجدید نظر در مبادی و مسائل آن[۲۴]
- ختم ولایت[۲۵]
- ولایت در آثار سعدی[۲۶]
- هستی از دیدگاه ابن عربی و امام[۱۶]
- تاریخچه دانشکده ادبیات[۱۶]
- شعر و عرفان[۲۷]

### آثار در دست انتشار
- ترجمه و شرح فصوص ابن عربی.
- ترجمه و شرح دعای جوشن کبیر[۲۸]